# Otto Steinbach z Kranichštejna
Otto Steinbach z Kranichštejna (1751–1791 nebo 1815) byl v letech 1782–1784 historicky posledním opatem kláštera cisterciáků ve Žďáru nad Sázavou.

## Život
Narodil se v roce 1751 do šlechtické rodiny a byl pokřtěn jmény Tadeáš Jan Nepomuk Bonifác. Jeho matka byla rodnou sestrou žďárského opata Logka. Tadeáš do žďárského opatství v roce 1769 vstoupil, přijal řeholní jméno Otto. Studoval v pražské cisterciácké koleji Bernardinum. Po studiích byl v roce 1775 vysvěcen na kněze. Vrátil se do Žďáru a působil jako opatský sekretář. Proslul jako historik a spisovatel, byl rovněž velmi ovlivněn osvícenskými myšlenkami. Ve Žďáře byl komunitou v roce 1782 zvolen opatem místo svého zemřelého strýce, opata Logka. Opatem byl pouhé dva roky. V roce 1784 byl klášter zničen požárem. Opat Steinbach rezignoval na snahu o jeho obnovu a sám požádal císaře Josefa II. o jeho zrušení. Tak se stalo, a Otto Steinbach zemřel o 31 let později v Bonnu, dle jiných zdrojů ve Vídni již v roce 1791.